# Басутчайський заповідник
Басутча́йський запові́дник (азерб. Bəsitçay Dövlət Təbiət Qoruğu) — державний природний заповідник на півдні Азербайджану. Заповідник організований для охорони платанових гаїв у долині річки Басутчай, в південно-східній частині Малого Кавказу. Його територія охоплює головним чином прируслові ділянки Басутчая і витягнута уздовж долини приблизно на 15 км при ширині 150—200 м. Заповідник знаходиться на висоті 630—800 м над рівнем моря. На заході він межує з лісами Вірменської Республіки.
Платан східний колись був широко поширений в Азербайджані: в південно-східній частині Малого Кавказу існували платанові ліси на великій площі. Зараз платан зберігся лише в деяких куточках країни у вигляді окремих дерев або невеликих гаїв. Басутчайський платановий ліс тягнеться до верхньої течії річки Шікахох на території Вірменії, де також взятий під охорону (там створено Шікахохський заповідник). Цей платановий масив — найбільший в світі.

## Історія
Платановий ліс в басейні річки Басутчай охоронялися в режимі заказника протягом більше чверті століття. У лютому 1961 року платановий гай, що знаходився на території Зангеланського лісгоспу, був оголошений заповідним. Його охорона і відновлення шляхом створення лісокультур були доручені Головному управлінню лісового господарства Ради Міністрів республіки. Але така система охорони гаю не виправдалася, і в липні 1974 року тут був створений Басутчайський заповідник на площі 117 га. У жовтні 1980 площа заповідника була зменшена на 10 га і в даний час складає 107 га, з яких 100 га займає ліс, а решта 7 га — кам'яні осипи і піски заплави Басутчаю.

## Географія
Заповідник знаходиться в Зангеланському районі за 8 км від міста Зангелан. Фізико-географічні умови Долина Басутчаю має дещо асиметричну будову: права сторона крутіша, гірська, а ліва представляє собою горбисте плато з абсолютними висотами 700—1000 м. Тераси долини покриті алювіальними наносами, а схили сильно розчленовані притоками Басутчаю.

### Клімат
Клімат помірно теплий, з жарким літом і помірною зимою. Середньорічна температура атмосфери 13,3 °С, середня січнева 1 °С, середня липнева 25,3 °. Абсолютний максимум +41 °С, абсолютний мінімум -21 °С. Сума температур вище 10 °С за рік досягає 4200 °С. Заморозки бувають в середньому в період з 23 листопада до 24 березня. Річна кількість опадів трохи більше 600 мм; їхня максимальна кількість випадає навесні і на початку літа. Мінімум опадів припадає на грудень (14 мм), максимум — на травень (90 мм). У теплий період року опадів випадає в 3,3 рази більше, ніж в холодний. За рік буває до 25 днів зі сніговим покривом в 10-30 см. Річний рівень випаровування 900 мм (від 29 мм в січні до 170 мм в липні). Середній показник відносної вологості повітря 66 % (від 51 % в липні до 77 % в листопаді).
Незважаючи на спекотне літо і суху зиму, нормально розвивається лісовий покрив з різних широколистяних порід. Платан східний може витримувати сильну спеку (45- 50 °С), заморозки (-20, -25 °С), посуху (200 мм річних опадів) і високе зволоження (1000 мм річних опадів).

### Ґрунти
На території заповідника і в його околицях розвинені в основному два типи ґрунтів: коричневі гірсько-лісові і алювіальні лучно-лісові. Платан не надто вимогливий до ґрунтів. Він росте навіть на гравійному субстраті, на алювіальних наносах і дуже скелетованих, малородючих ґрунтах. На потужних родючих ґрунтах і там, де застосовується зрошення, платан утворює продуктивні ліси.

## Основні відомості
Основною метою створення заповідника було збереження найбільшого в світі гаю східного платана, який росте на 93,5 % території заповідника. Середній вік місцевих платанів становить 170 років. Окремі дерева-велетні, висотою 50 метрів і діаметром стовбура до 4 метрів, мають вік 1200—1500 років. Крім платанів тут ростуть дуб, граб кавказький, ялівець багатоплідний. Зараз уряд Азербайджану територію заповідника не контролює і не охороняє.
Невелика площа заповідника зумовила бідність його фауни. Зрідка тут зустрічаються — вепр, сарна, вовк, шакал, борсук і заєць, що заходять у заповідник із сусідніх лісів.